# You Don't Know What You've Got
«You Don't Know What You've Got» es una canción grabada por la banda de rock estadounidense Blink-182. Fue lanzada el 18 de octubre de 2023 por Columbia Records, como el sexto sencillo de su noveno álbum One More Time... Fue escrita por el bajista Mark Hoppus, el guitarrista Tom DeLonge, y el baterista Travis Barker, junto con los compositores adicionales Michael Pollack y Nick Long.

## Recepción
Andrew Sacher de BrooklynVegan, declaró que You Don't Know What You've Got «tiene esos clásicos arpegios de guitarra limpios y parpadeantes y la voz sombría de Mark en los versos, y un coro explosivo cantado por Tom y Mark»."

## Personal
Créditos adaptados del vídeo en YouTube.

#### Blink-182
- Mark Hoppus – voz, bajo, composición
- Tom DeLonge – voz, guitarra, composición
- Travis Barker – batería, productor, composición

#### Músicos adicionales
- Kevin Bivona – piano, sintetizador, coros, ingeniero de grabación

#### Producción
- Nick Long – coproductor, compositor
- Michael Pollack - composición
- Nick Morzov – ingeniero de grabación
- Eric Emery – ingeniero de grabación
- John Warren - ingeniero de grabación
- Kevin Gruft – ingeniero de grabación
- Aaron Rubin – ingeniero de grabación
- Mark «Spike» Stent – ingeniero de mezcla
- Matt Wolach – ingeniero asistente
- Randy Merrill – ingeniero de masterización

## Listas
| Lista (2023)                             | Posición más alta |
| ---------------------------------------- | ----------------- |
| Hot Rock & Alternative Songs (Billboard) | 49                |